# Sariegos (ort)
Sariegos är en ort i Spanien.   Den ligger i provinsen Provincia de León och regionen Kastilien och Leon, i den norra delen av landet, 290 km nordväst om huvudstaden Madrid. Sariegos ligger 871 meter över havet och antalet invånare är 3 589.
Terrängen runt Sariegos är huvudsakligen platt, men norrut är den kuperad. Runt Sariegos är det mycket tätbefolkat, med 2 028 invånare per kvadratkilometer. Närmaste större samhälle är León, 7,6 km sydost om Sariegos. Trakten runt Sariegos består till största delen av jordbruksmark.